# Тавларовська сільська рада
Тавла́ровська сільська рада (рос. Тавларовский сельский совет) — муніципальне утворення у складі Буздяцького району Башкортостану, Росія. Адміністративний центр — село Старотавларово.

## Населення
Населення — 1432 особи (2019, 1749 у 2010, 2045 у 2002).

## Склад
До складу поселення входять такі населені пункти:
| Населений пункт         | Населення, осіб (2002) | Населення, осіб (2010) |
| ----------------------- | ---------------------- | ---------------------- |
| Картамак, село          | 332                    | 283                    |
| Кубяк, село             | 425                    | 338                    |
| Новотавларово, присілок | 327                    | 269                    |
| Старий Карбаш, присілок | 151                    | 122                    |
| Старотавларово, село    | 810                    | 737                    |